# Línia Calais-Amiens-Calais del TER
Aquestes són les estacions de la línia Calais-Amiens-Calais del TER, una xarxa ferroviària de França gestionada per la companyia SNCF.

## Estacions
| Estació                  | Municipi                 | Departament   | Coordenades |
| ------------------------ | ------------------------ | ------------- | ----------- |
| Calais-Ville             | Calais                   | Pas de Calais |             |
| Les Fontinettes          | Calais                   | Pas de Calais |             |
| Calais-Fréthun           | Fréthun                  | Pas de Calais |             |
| Pihen                    | Pihen-lès-Guînes         | Pas de Calais |             |
| Caffiers                 | Caffiers                 | Pas de Calais |             |
| Le Haut-Banc             | Ferques i Rety           | Pas de Calais |             |
| Marquise-Rinxent         | Rinxent                  | Pas de Calais |             |
| Wimille-Wimereux         | Wimille i Wimereux       | Pas de Calais |             |
| Boulogne-Tintelleries    | Boulogne-sur-Mer         | Pas de Calais |             |
| Boulogne-Ville           | Boulogne-sur-Mer         | Pas de Calais |             |
| Pont-de-Briques          | Saint-Étienne-au-Mont    | Pas de Calais |             |
| Hesdigneul               | Hesdigneul-lès-Boulogne  | Pas de Calais |             |
| Neufchâtel               | Neufchâtel-Hardelot      | Pas de Calais |             |
| Dannes-Camiers           | Camiers                  | Pas de Calais |             |
| Étaples-Le Touquet       | Étaples                  | Pas de Calais |             |
| Rang-du-Fliers-Verton    | Rang-du-Fliers           | Pas de Calais |             |
| Rue                      | Rue                      | Somme         |             |
| Noyelles                 | Noyelles-sur-Mer         | Somme         |             |
| Abbeville                | Abbeville                | Somme         |             |
| Pont-Remy                | Pont-Remy                | Somme         |             |
| Longpré-les-Corps-Saints | Longpré-les-Corps-Saints | Somme         |             |
| Hangest                  | Hangest-sur-Somme        | Somme         |             |
| Picquigny                | Picquigny                | Somme         |             |
| Ailly-sur-Somme          | Ailly-sur-Somme          | Somme         |             |
| Dreuil-lès-Amiens        | Dreuil-lès-Amiens        | Somme         |             |
| Saint-Roche              | Amiens                   | Somme         |             |
| Amiens                   | Amiens                   | Somme         |             |